# Бомбардировки Тертерского района
Бомбардировки Тертерского района (азерб. Tərtər rayonunun bombalanması) — артиллерийские обстрелы азербайджанского города Тертер и населённых пунктов Тертерского района армянскими вооружёнными силами во время Второй карабахской войны.

## Обстрелы
27 сентября 2020 года началась Вторая карабахская война. Уже на следующий день, Министерство обороны Азербайджана сообщило об обстреле армянскими вооружёнными силами города Тертер, расположенного на территории, прилегающей к Нагорному Карабаху. Так, 28 сентября, на второй день азербайджанского наступления, осколком снаряда, разорвавшегося на центральной улице перед районным судом и попавшего по машине скорой помощи, оторвало ногу 52-летнему водителю. В результате разрыва другого снаряда погиб 45-летний прохожий, находившийся на тротуаре примерно в 20 м от суда. В этот же день Генеральная прокуратура Азербайджана сообщила о гибели одного и ранении трёх жителей города Тертер в результате обстрела с армянской стороны. Также 28 сентября в Министерстве энергетики Азербайджана заявили, что в результате ударов в двух сёлах Тертерского района и городе Тертер были повреждены газопроводы и оборудование.
30 сентября Минобороны Азербайджана сообщило об обстреле города Тертер из артиллерийских орудий с армянской стороны, о раненых и об ущербе гражданской инфраструктуре. Генпрокуратура Азербайджана сообщила о ранении ещё семи гражданских лиц в результате обстрела с армянской стороны города Тертер. В этот же день в генпрокуратуре Азербайджана заявили, что в ходе сильного артиллерийского обстрела со стороны армянских вооружённых сил один снаряд попал во двор дома жительницы села Еникенд Тертерского района, в результате чего обрушилось вспомогательное здание.
1 октября Минобороны Азербайджана сообщило, что город Тертер утром вновь подвергся обстрелу с армянской стороны. Генпрокуратура Азербайджана заявила, что артиллерийский снаряд упал на территорию автовокзала в городе Тертер, в результате чего погиб мирный житель.
2 октября в социальных сетях распространялось отсмотренное Human Rights Watch видео, загруженное местным жителем, на котором снят попавший в тот день под обстрел детский сад.
4 октября Министерство обороны Азербайджана заявило о ракетном обстреле с армянской стороны города Тертер.
5 октября корреспондент Euronews, будучи в Тертере сообщал, что помимо жилых зданий, торговый район города также сильно пострадал в результате очевидного обстрела. В этот же день под обстрел попало село Казьян в Тертерском районе.
По словам сотрудника Исполнительной власти Тертерского района с начала боевых действий 27 сентября по 17 октября на город Тертер и 36 сёл в районе упали 13 тысяч снарядов, в результате погибли 14 мирных жителей, 53 ранены.
27 октября Тертер всё ещё продолжал страдать от артобстрелов. Переселенцев из города с начала войны начали размещать в здании школы города Барда.
29 октября глава исполнительной власти Тертерского района сообщил, что с начала эскалации конфликта из-за обстрелов в Тертерском районе погибли 17 мирных жителей, среди них женщина и ребенок, 61 человек был ранен, полностью разрушено 133 дома, частично повреждено 873 дома, нанесён ущерб 14 школам, трём больницам, 18 административным зданиям, 65 общественным жилым зданиям, из которых одно полностью разрушено.

### Обстрел кладбища города Тертер
15 октября около 12:45 в результате армянского удара по кладбищу в 400 м севернее Тертера погибли, по словам свидетелей, четверо гражданских лиц, приехавших туда на похороны: Парвиз Оруджев (31 год), Шакир Заманов (32 года), Васиф Рустамов (60 лет), Искандар Амиров (53 года). Ещё четверо получили ранения. Эти данные подтвердила также Генпрокуратура Азербайджана.
Один из раненых на кладбище 54-летний Физули Мамедов в телефонном интервью Human Rights Watch рассказал, что они хоронили его тётю, которая умерла естественной смертью. По словам Мамедова, когда они несли тело ко входу на кладбище, над головой засвистело. Присутствующие бросились искать укрытие, но примерно в 50 м от них разорвался неустановленный боеприпас, другое попадание пришлось по могиле неподалёку. Согласно Мамедову, он получил ранения в спину, ногу и левую руку, пришлось делать операцию. Приехавший на похороны из Геранбоя мулла рассказал по телефону Human Rights Watch, что получил 11 осколочных ранений обеих ног и почки.
По словам свидетелей, в момент удара они не видели поблизости никаких военных целей.

## Расследование Human Rights Watch

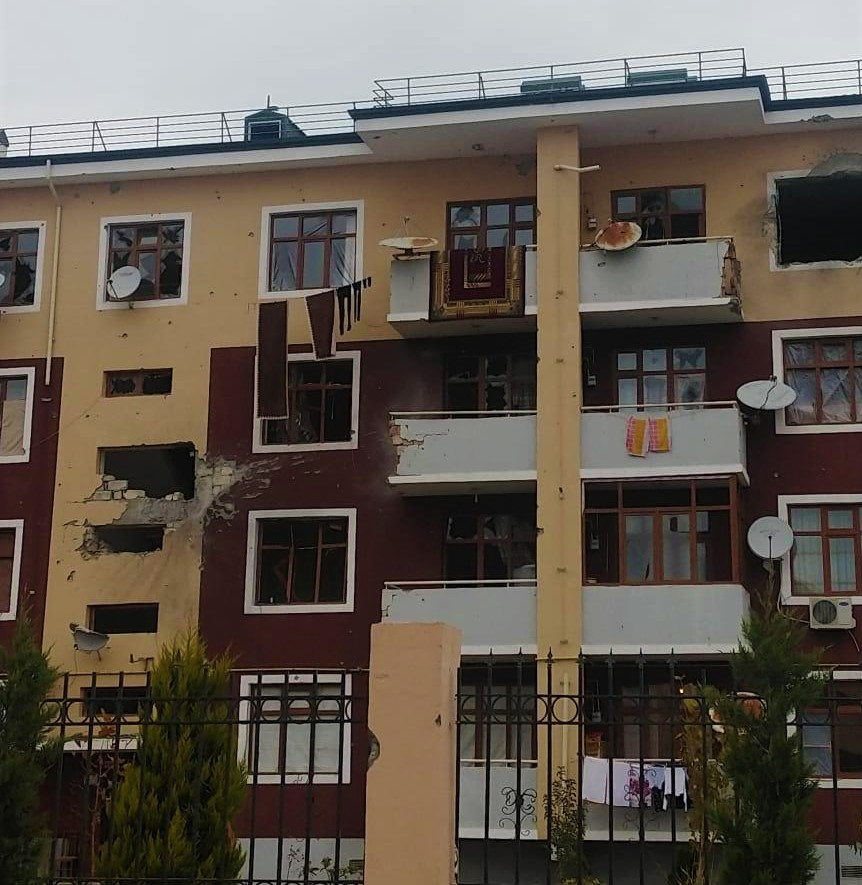
Пятиэтажный дом в посёлке Шыхарх западнее Тертера с повреждениями. Ноябрь 2020

8 ноября сотрудники Human Rights Watch осмотрели в Тертере повреждения в месте падения снарядов 28 сентября, которые соответствовали характеру повреждений в результате артиллерийского обстрела. В ходе посещения Тертера 8 ноября сотрудники Human Rights осмотрели сильные повреждения домов и магазинов на центральной улице и наблюдали большое число военных машин. Также исследователи Human Rights Watch побывали 8 ноября на кладбище, по которому был совершён обстрел 15 октября, и осмотрели повреждения могил.
На спутниковых снимках от 23 октября на всей территории города Тертер сотрудники Human Rights Watch зафиксировали серьёзные разрушения и воронки от обстрелов в течение месяца. Сотни воронок были сосредоточены в районе поселке Шыхарх западнее Тертера, где расположены пятиэтажные жилые дома для вынужденных переселенцев после Первой карабахской войны 1990-х гг. Эти воронки в Шыхархе были характерны для обстрелов из тяжелой артиллерии. На отдельном спутниковом снимке Шыхарха от 3 октября сотрудники Human Rights Watch также зафиксировали следы артобстрела.
По данным Human Rights Watch, на спутниковых снимках видны оборудованные после 27 сентября огневые позиции, новые окопы и военная техника с южной и западной стороны города Тертер. В течение октября в непосредственной близости от жилых районов Тертера и соседних городов были развернуты новые силы и средства. С 8 по 23 октября число азербайджанских РСЗО в районе Тертера, как отмечает Human Rights Watch, увеличилось с одной до четырех.
В своём докладе, Human Rights Watch отметил, что такие нападения носят неизбирательный характер или причиняют непропорциональный ущерб гражданскому населению и гражданским объектам и запрещен законами и обычаями войны. Серьезные нарушения законов и обычаев войны, совершенные с преступным умыслом преднамеренно или без соблюдения мер предосторожности, согласно докладу Human Rights Watch, являются военными преступлениями.